# Ректор, Рикки
Рикки Рей Ректор (англ. Ricky Ray Rector; 12 января 1950 год — 24 января 1992 год) — американский преступник, казнённый в 1992 году за убийство двух человек.

## Биография
21 марта 1981 года Рикки Рей Ректор расстрелял трёх мужчин, один из которых скончался. Он скрывался от ареста несколько дней, но потом всё-таки его уговорили сдаться полицейскому, которого Ректор знал с детства. Однако, когда тот полицейский приехал, чтобы произвести арест, Ректор застрелил его. Пройдя мимо заднего двора своей матери, Ректор приставил пистолет к виску и выстрелил в себя. Его быстро обнаружили другие полицейские и доставили в местную больницу. Выстрел разрушил лобную долю Ректора.
На суде адвокаты Ректора утверждали, что его нельзя привлечь к уголовной ответственности ввиду невменяемости, но суд решил по-другому и приговорил его к смертной казни. На последний ужин он попросил стейк, курицу, вишневую газировку и пекановый пирог. Пирог он есть не стал, сказав, что «оставит его на потом». Ректор был казнён путём смертельной инъекции 24 января 1992 года.
До сих пор нет однозначного мнения, был ли Ректор невменяем ранее, или это случилось после выстрела в свою голову.

### Роль в президентских выборах 1992 года
К 1992 году участвовавший в праймериз демократической партии губернатор Арканзаса Билл Клинтон настаивал, что его однопартийцы «не должны больше чувствовать себя виноватыми за защиту невиновных» и выразил поддержку смертной казни. Чтобы доказать свою точку зрения, в середине кампании он улетел домой в Арканзас для осуществления смертных казней по графику, среди фигурантов был и Рикки Ректор.
Отдельными исследователями казнь приводилась как пример оппортунизма политика, на которого повлияла неудачная предвыборная кампания его однопартийца Майкла Дукакиса 1988 года (которого республиканцы изображали человеком, мягко относящимся к преступности). Критики Билла Клинтона из числа противников смертной казни рассматривали случай Ректора как неприятный пример циничного карьеризма Клинтона.